# Nokere Koerse 1975
La Nokere Koerse 1975, trentesima edizione della corsa, si svolse il 25 marzo per un percorso con partenza ed arrivo a Nokere. Fu vinta dal belga Marc Demeyer della squadra Carpenter-Confortluxe-Flandria davanti al connazionale Willy Teirlinck e all'olandese Jan Raas.

## Ordine d'arrivo (Top 10)
| Pos. | Corridore         | Squadra                        | Tempo    |
| ---- | ----------------- | ------------------------------ | -------- |
| 1    | Marc Demeyer      | Carpenter-Confortluxe-Flandria | 3h40'00" |
| 2    | Willy Teirlinck   | Gitane-Campagnolo              | a 50"    |
| 3    | Jan Raas          | Ti-Raleigh                     | s.t.     |
| 4    | Ronald De Witte   | Carpenter-Confortluxe-Flandria | s.t.     |
| 5    | Willy De Geest    | Brooklyn                       | s.t.     |
| 6    | Gustaaf Hermans   | Ijsboerke-Colner               | s.t.     |
| 7    | Eric Leman        | Miko-De Gribaldy               | a 1'15"  |
| 8    | Jos Spruyt        | Molteni-Campagnolo             | s.t.     |
| 9    | Ludo Van Staeyen  | Maes Pils-Watney               | a 1'35"  |
| 10   | Wilfried Wesemael | Miko-De Gribaldy               | s.t.     |